# Hamish Fulton
Hamish Fulton (* 21. Juli 1946 in London, Großbritannien; lebt in Canterbury, Kent) ist ein britischer Fotograf, Konzeptkünstler, Maler und Bildhauer. Er nennt sich selbst den Walking Artist.

## Leben und Werk

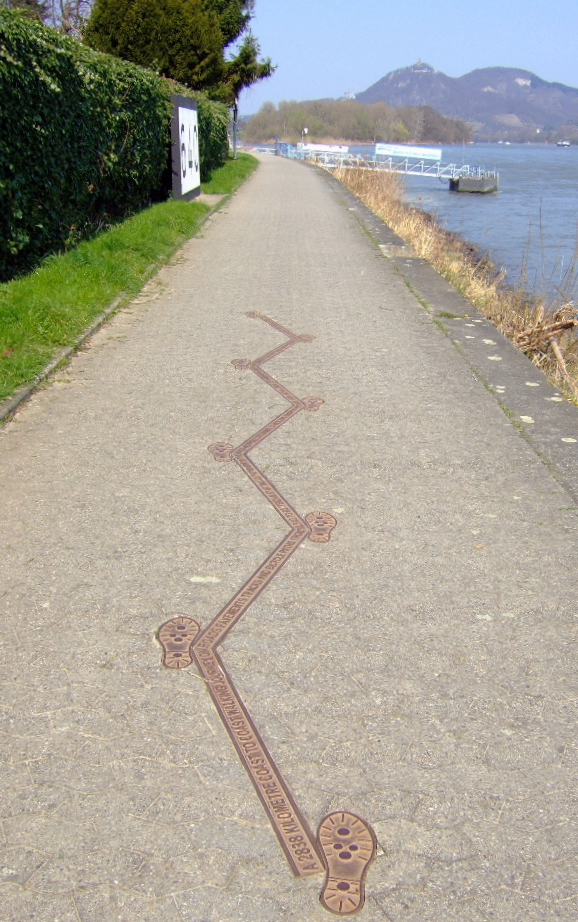
Hamish Fulton: seven paces – Skulpturenufer Remagen

Hamish Fulton studierte von 1966 bis 1968 Bildhauerei am Central Saint Martins College of Art and Design in London, zur gleichen Zeit als Künstler wie Jan Dibbets, Barry Flanagan, Gilbert und George, John Hilliard, Richard Long und Bruce McLean ebenfalls dort waren. Er setzte seine Studien von 1968 bis 1969 am Royal College of Art in London fort.
Die Grundlage seiner Arbeit sind Wanderungen, die die Dauer von einem Tag bis zu mehreren Wochen haben. Fulton erfasst seine körperlichen und emotionalen Erfahrungen der Landschaft durch das Fotografieren in schwarz-weiß mit einer Kleinbildkamera.
Die Dokumentation und das Werk sind dann ein einziges Foto oder die Abfolge von Fotos, die in der Regel in einen großen Maßstab und in einem reichen Tonumfang, oft in Verbindung mit gedruckten Bildunterschriften ausgestellt werden.
Seine Texte beschreiben entweder prosaische Fragen, wie z. B. die Länge, die Dauer oder das Datum der Wanderung oder die klimatischen Bedingungen. Andere Texte enthalten Wort-Folgen, die poetische Stimmungen begreifbar machen sollen, so dass die Betrachter Zugang zu den Gefühlen, Blicken, Erinnerungen und Begegnungen des "Walking Artist" mit der Landschaft bekommen.
Hamish Fulton sieht sich mit seiner konzeptionellen Kunst und Land Art in der britischen Tradition der Landschaftsmalerei mit neuen Mitteln und Ausdrucksformen. Er fühlt sich allerdings als Künstler auch der Natur gegenüber verpflichtet, während Avantgarde-Künstler der Land Art oft "respektlos" mit der Natur umgingen. Seine Arbeiten werden auch in seinen Büchern publiziert.
Er war Teilnehmer der Documenta 5 in Kassel im Jahr 1972 in der Abteilung Idee + Idee/Licht und auf der Documenta 6 (1977) und der Documenta 7 im Jahr 1982 als Künstler vertreten.
Hamish Fulton ist es gelungen, am 19. Mai 2009 den Mount Everest zu erreichen. Die Besteigung des sich im Himalaya-Gebirge befindenden höchsten Punktes der Erde ist mit einem Expeditionsteam nach 49 Tagen gelungen.

## Einzelausstellungen (Auswahl)
- 2023: FRAC Sud, Marseille
- 2015: Indoors Outside – Espaivisor – Galería Visor, Valencia
- 2014: Walking Transformation – Villa Merkel – Galerien der Stadt Esslingen, Esslingen
- 2013: MAUREEN PALEY, London
- 2012: Pedestrian Road Crossings Considered As Works Of Art – Galleri Riis – Stockholm
- 2011: Mercantour – TORRI, Paris
- 2010: Rhona Hoffman Gallery, Chicago
- 2009: Chomolungma – Häusler Contemporary – München
- 2008: Group Walks – Galerie für Landschaftskunst, Hamburg
- 2007: Water from the Mountains – Häusler Contemporary – Zürich
- 2005: Keep moving – MUSEION – Museum für moderne und zeitgenössische Kunst, Bozen
- 2004: Walking Cuts a Line Through 21st Century Life – ewz-Unterwerk Selnau, Zürich
- 2003: THE FLOW OF WATER – Museum DKM, Duisburg
- 2002: placing one foot in front of the other – Bawag Contemporary – Bawag Foundation, Wien
- 2001: The way to the mountains starts here – Museu Serralves, Porto
- 2000: The Clouds are Moving – Häusler Contemporary – München
- 1995: Hamish Fulton – Einunddreißig Horizonte, Städtische Galerie im Lenbachhaus und Kunstbau, München[2]